# Rotario
Rotario (Brescia, 606-652) fue un rey de los lombardos (636-652).

## Historia
Era duque de Brescia al fallecimiento del rey Arioaldo, cuya viuda, Gundeperga, se casó de nuevo con Rotario, quien de este modo accedió al trono. Al cabo de pocos meses la confinó en sus habitaciones y no fue liberada hasta cinco años más tarde, recuperando su rango y posesiones.
Rotario completó la conquista del norte de Italia, arrebatando Liguria y lo que quedaba del valle del Po al bizantino Exarcado de Rávena.
Rotario es recordado por haber promulgado el Edicto que lleva su nombre, primer código legislativo de los lombardos, en el que se fijaba el guidigildro o tarifa monetaria con la que se solventaban los litigios entre las personas, abandonando la faida o venganza privada que hasta entonces regía. Quizás fue enterrado en la iglesia de San Giovanni Domnarum en Pavía, fundada por su esposa Gundeperga.
| Predecesor: Arioaldo | Rey de los lombardos 636-652 | Sucesor: Rodoaldo |